# ساندرو دا سيلفا مندونسا
ساندرو دا سيلفا مندونسا (بالبرتغالية: Sandro da Silva Mendonça‏) هو لاعب كرة قدم برازيلي في مركز الهجوم، ولد في 1 أكتوبر 1983 في فورتاليزا في البرازيل. لعب مع أوفتاس سبور وريد بول براغانتينو وسيفاسبور وغنتشلربيرليغي ونادي أفاي لكرة القدم ونادي أيه بي سي ونادي بارانا ونادي كوريتيبا.

## وصلات خارجية
- ساندرو دا سيلفا مندونسا على موقع اتحاد تركيا (لاعب) (الإنجليزية)
- ساندرو دا سيلفا مندونسا على موقع دوري كوريا الجنوبية (الإنجليزية)
- ساندرو دا سيلفا مندونسا على موقع قاعدة بيانات كرة القدم.إي يو (الإنجليزية)
- ساندرو دا سيلفا مندونسا على موقع Soccerway.com (الإنجليزية)
- ساندرو دا سيلفا مندونسا على موقع عالم كرة القدم.نت (الإنجليزية)